# Stari Bohorodceanî, Bohorodceanî
Stari Bohorodceanî (în ucraineană Старі Богородчани) este localitatea de reședință a comunei Stari Bohorodceanî din raionul Bohorodceanî, regiunea Ivano-Frankivsk, Ucraina.

## Demografie
Componența lingvistică a localității Stari Bohorodceanî
     Ucraineană (99,52%)
     Alte limbi (0,48%)
Conform recensământului din 2001, majoritatea populației localității Stari Bohorodceanî era vorbitoare de ucraineană (99,52%), existând în minoritate și vorbitori de alte limbi.